# 울티마 VII: 검은 문
《울티마 VII: 검은 문》은 오리진 시스템스가 제작한 1992년 롤플레잉 비디오 게임이다. 《울티마》 시리즈의 일곱 번째 본편 게임으로, MS-DOS 플랫폼으로 개발돼 1992년 4월 16일 출시됐다.
플레이어 캐릭터는 미덕의 수호자 아바타로서 중세 판타지 세계 브리타니아에 닥친 위협과 음모에 맞서 싸우는 이야기를 그렸다. 트린식에서 발생한 살인사건과 '펠로십'이라는 종교단체에 대한 조사가 주목표로, 아바타가 이를 파해쳐 최종적으로 세계를 위협하는 주적 '가디언'을 실체를 밝히는 것이 주된 내용이다.
《울티마 VII》는 전작 《울티마 VI》에서 본격적으로 도입한 오픈 월드 게임플레이를 한층 더 확장했다. 플레이어가 탐험하는 맵에서 물체가 더 이상 타일에 구애받지 않고 자유롭게 움직일 수 있으며, 맵상에서 다층구조를 지원해 물품을 쌓거나 높은 지층으로 이동하는 등 다양한 플레이가 가능하다. 게임플레이상 시리즈 최초로 마우스를 기반으로 진행하며 키보드는 행동 단축키로서 사용된다. 게임 상에서 모든 사건이 실시간으로 발생하는 리얼타임 시스템을 도입했으며, NPC와의 대화에서 선택지를 마우스로 선택하는 가지형 상호작용을 채택했다.
《울티마 VII》는 출시 당시 상업적 성공을 거두고 전폭적인 호평을 받았으며, 시리즈 최고의 작품과 당대 최고의 롤플레잉 비디오 게임으로 꼽혔다. 기획자 리처드 개리엇은 《울티마 VII》을 《울티마 VI》와 함께 자신이 가장 좋아하는 울티마 게임으로 선정했다.
출시 당해인 1992년에 확장팩으로 게임 내에 새로운 맵과 퀘스트를 추가하는 《미덕의 대장간》이 출시됐다. 1993년에는 직속 후속작 《울티마 VII 파트 2: 큰뱀섬》이 발매됐다. 그 외 1994년 포니 캐년이 배급한 슈퍼 패미컴 이식판이 발매됐다.

## 반응
〈컴퓨터 게이밍 월드〉의 기자 스콜피아는 1992년 기사에서 《울티마 VII》를 "1등급" 그래픽, 소리, 현실감과 "플레이어가 저절로 흡수하는" 이야기을 칭찬했으며, 그 외 마우스와 키보드를 같이 활용한 유저 인터페이스에 호평을 내렸다. 게임의 느린 구동에 대해선 비판했다.

## 참조

### 주해
1. ↑  영어: Ultima VII: The Black Gate
2. ↑  영어: Forge of Virtue